# Greenjolly
Greenjolly este  o formație rap din Ucraina.
| Predecesor: Ruslana | Ucraina în Concursul Muzical Eurovision 2005 | Succesor: Tina Karol |